# Studia historica Brunensia
Studia historica Brunensia (SHB) je recenzovaný vědecký časopis věnovaný obecným i českým dějinám, pomocným vědám historickým a dějinám správy, vydávané od roku 2009 dvakrát ročně (červen a prosinec) na Masarykově univerzitě ve spolupráci Historického ústavu Filozofické fakulty Masarykovy univerzity a Ústavu pomocných věd historických a archivnictví na téže fakultě. Časopis je indexován v mezinárodních databázích EBSCO a ERIH PLUS.

## Historie
Časopis plynule navazuje na Sborník prací Filozofické fakulty brněnské univerzity, řada historická (C) = Studia minora facultatis philosophicae universitatis Brunensis, Series historica (C), které vycházelo od roku 1954 do roku 2008 a byly v něm zveřejňovány příspěvky z oblasti historických věd. Tento sborník nesl do ročníku 1999 jako podtitul současný název časopisu. 
Dlouholetými výkonnými redaktory historické řady byli Josef Válka (1956–1966, 1969–1970), Miroslav Flodr (1971–1990) a Pavel Boček (1995–2016), dalšími redaktory byli v průběhu let František Jordán, Bedřich Čerešňák, Jan Janák a Jiří Malíř. Zpočátku velkou část obsahu tvořila medievistická tematika.